# Nhạc sĩ viết lời bài hát
Nhạc sĩ soạn lời bài hát hay người viết lời bài hát (tiếng Anh: lyricist) là một người sáng tác lời bài hát. Trái ngược với người soạn nhạc, người viết lời bài hát có thể kiêm sáng tác giai điệu, hòa âm, bố cục và nhạc đệm.

## Quyền lợi
Thu nhập của người viết lời bài hát đến từ các đặc quyền của họ với bài hát đó. Quyền lợi của họ có thể chiếm 50% bài hát nếu lời được viết ngay từ đầu và độc lập với nhà soạn nhạc, hoặc thấp hơn nếu bài hát là thành quả cộng tác. Các quyền lợi này giữ bản quyền cho bài hát và giúp ngăn chặn bài hát không bị tái phát hành với phần lời khác mà không được phép.

## Sự cộng tác
Sự cộng tác (hợp tác) có thể diễn ra theo nhiều cách khác nhau: Một số nhà soạn nhạc và nhà viết lời bài hát làm việc chặt chẽ cùng nhau trong một bài hát, mỗi người viết và đưa vào một phần, lời và giai điệu. Thông thường người viết lời bài hát sẽ sáng tác và điền phần lời cho một đoạn nhạc đã được viết hoàn chỉnh. Dorothy Fields làm việc theo cách này. Các nhà viết lời bài hát cũng thường thêm lời cho một giai điệu đã được định hình, như cách Johnny Burke đã làm với phần âm nhạc do Erroll Garner viết cho bài hát Misty. Cũng có những người cộng tác nhưng lại làm việc gần như độc lập, ví dụ như Bernie Taupin viết lời bài hát sẵn rồi chuyển chúng cho Elton John, người phổ nhạc cho phần lời đó, và giữa họ có rất ít sự trao đổi với nhau.

## Các cách viết lời bài hát
Trong những bài thánh ca truyền thống của người Công giáo, nhiều bài có phần lời ban đầu được viết để phù hợp (khớp) với giai điệu có sẵn. Bài thánh ca Giáng sinh, What Child Is This, có phần lời được viết cho phù hợp với một giai điệu dân gian Anh cổ, Greensleeves, vốn là lời than vãn của một người tình. Nhà soạn nhạc người Anh Ralph Vaughan Williams nổi tiếng với việc đưa những bài thơ sẵn có của các tác giả như William Cowper và Charles Wesley, vào các bản nhạc dân gian truyền thống, tạo nên những bài hát ca tụng/ thánh ca, nhiều bài trong số đó đã được ông cho xuất bản trong cuốn English Hymnal. Một cách khác để làm việc này là sự kết hợp giữa những bản nhạc và lời bài hát không liên quan gì tới nhau, một ví dụ điển hình là bài The Star-Spangled Banner, quốc ca của Hợp chúng quốc Hoa Kỳ, với phần lời được viết bởi Francis Scott Key dưới dạng một bài thơ rất chặt chẽ, và sau đó đã được ghép với phần nhạc của một bài hát viết trong lúc say rượu cũ.

## Âm nhạc cổ điển
Trong opera, người viết lời nhạc kịch phụ trách toàn bộ phần lời, dù là lời nói (lời thoại của diễn viên) hay bài hát, dưới dạng hát nói (recitative) hay bài hát trữ tình đơn ca.